# 板桥镇 (临泽县)
板桥镇，是中华人民共和国甘肃省张掖市临泽县下辖的一个乡镇级行政单位。

## 行政区划
板桥镇下辖以下地区：
土桥村、红沟村、友好村、古城村、板桥村、西湾村、东柳村、西柳村和壕洼村。